# Liste der Baudenkmale in Matakohe
Die Liste der Baudenkmale in Matakohe umfasst alle vom New Zealand Historic Places Trust (NZHPT) als „Historic Place“ oder „Historic Area“ eingestuften Baudenkmale und Flächendenkmale der neuseeländischen Ortschaft Matakohe. Die Angaben stammen aus dem Register des NZHPT. Die Bezeichnungen der Baudenkmale orientieren sich an diesem Register. In die Liste werden auch bekannte Wahi Tapu (Area), kulturell und religiös bedeutsame Stätten und Gebiete der Māori, aufgenommen. Sie werden jedoch meist nicht publiziert.

| Bild           | Bezeichnung                       | Ort      | Anschrift                                        | Beschreibung                                                                           | Bauzeit | Eintrag           | Nummer | Kat. |
| -------------- | --------------------------------- | -------- | ------------------------------------------------ | -------------------------------------------------------------------------------------- | ------- | ----------------- | ------ | ---- |
| Ruatuna        | Ruatuna                           | Matakohe | 441 Tinopai Road Karte                           | Wohnhaus, Geburtshaus des Premierministers Gordon Coates                               | 1877    | 23. Juni 1983     | 0007   | 1    |
| weitere Bilder | Matakohe School                   | Matakohe | Church Road, The Kauri Museum Karte              | ehemalige Schule, heute Teil des Kaurimuseums                                          | 1879    | 28. Juni 1990     | 0470   | 1    |
| weitere Bilder | Church Hall (Ruawai Co-op Parish) | Matakohe | 11 Church Road Karte                             | kleines hölzernes Kirchengebäude aus Ruawai, neu aufgestellt gegenüber dem Kaurimuseum |         | 6. September 1984 | 3905   | 2    |
| weitere Bilder | Post Office                       | Matakohe | Otamatea Kauri/Pioneer Museum, Church Road Karte | ehemaliges Postamt, neu aufgestellt auf dem Gelände des Kaurimuseums                   |         | 6. September 1984 | 3911   | 2    |
| BW             | Totara House                      | Matakohe | Wharf Road Karte                                 | Wohnhaus                                                                               | 1890er  | 26. August 1993   | 7091   | 2    |